# Jerzy Dudek
Jerzy Henryk Dudek (Rybnik, 23. ožujka 1973.), je poljski bivši nogometaš koji igra na poziciji golmana. 

## Igračka karijera
Dudek je počeo igrati nogomet s dvanaest godina za Gornik Knurów. Šest godina kasnije prešao je u Concordiju Knurów gdje je postavio rekord od 416 minuta bez primljenog gola. Jednu sezonu igrao je za Sokol Tychy u prvoj poljskoj ligi. S 23 godine napušta Poljsku i pridružuje se Feyenoordu iz Rotterdama. Krajem kolovoza 2001. prelazi u Englesku u Liverpool gdje je odigrao 129 utakmica. S 34 godine preselio se u Real Madrid gdje je odigrao samo dvije utakmice, koje mu nisu bile dovoljne da izbori mjesto u poljskoj nogometnoj reprezentaciji za Europsko prvenstvo 2008. godine.

## Uspjesi

### Klub

#### Feyenoord
- Eredivisie: (1998. – 99.)
- Štit Johana Cruijffa: 1999.

#### Liverpool
- UEFA Liga prvaka: (2004. – 05.); drugoplasirani (2006. – 07.)
- UEFA Superkup: (2005.)
- FA kup: (2005. – 06.)
- Engleski Liga kup: (2002. – 03.); drugoplasirani (2004. – 05.)
- FA Community Shield: (2006.); drugoplasirani (2002.)
- FIFA Svjetsko klupsko prvenstvo: drugoplasirani (2005.)

#### Real Madrid
- La Liga: (2007. – 08.)
- Copa del Rey: (2010. – 11.)
- Supercopa de España: (2008.); drugoplasirani (2007.)

## Vanjske poveznice
- Službena stranica  Arhivirana inačica izvorne stranice od 25. ožujka 2007. (Wayback Machine) (polj.)